# Hypsagonus
Hypsagonus és un gènere de peixos pertanyent a la família dels agònids.

## Taxonomia
- Hypsagonus corniger (Taranetz, 1933)[2]
- Hypsagonus quadricornis (Cuvier, 1829)[3][4][5][6][7][8][9]